# Jakow Onanow

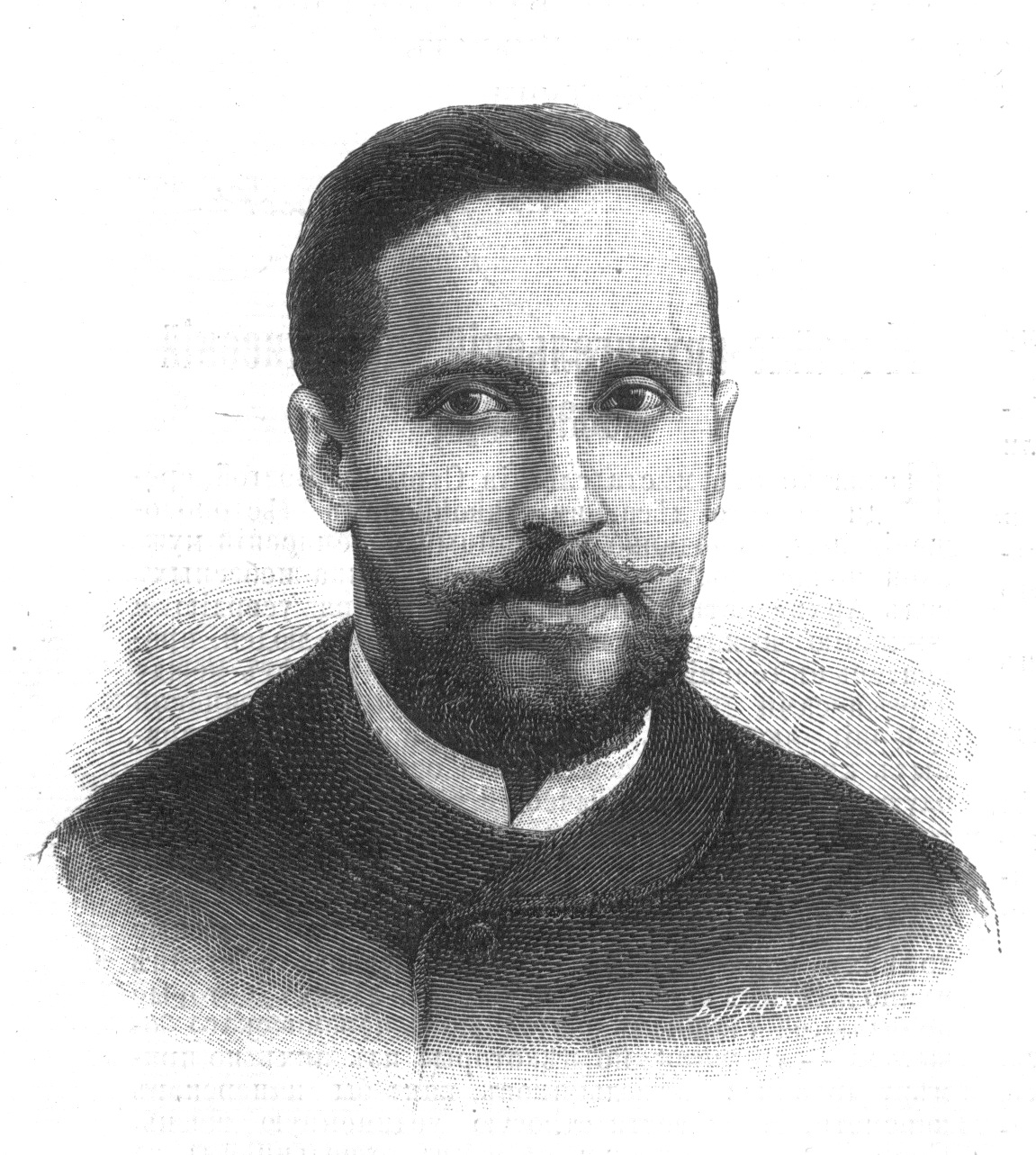
Jakow Onanow

Jakow Naumowicz Onanow (Jakow Onapow, ros. Яков Наумович Онанов [Онапов], ur. 20 stycznia 1859 w Taganrogu, zm. 25 września 1892 w Łęcznej) – rosyjski lekarz ormiańskiego pochodzenia działający we Francji, neurolog i neuropatolog.

## Życiorys
Urodził się w Taganrogu w ormiańskiej rodzinie, jako syn kupca Nauma (Nahuma) i Anny. W rodzinnym mieście skończył gimnazjum, jego kolegą szkolnym był Anton Czechow. Następnie studiował przez dwa lata nauki przyrodnicze na Uniwersytecie w Sankt Petersburgu, przez pewien czas w Berlinie u Carla Weigerta, a potem w Paryżu (od 1883 do 1886). Był asystentem w klinice Charcota, współpracował z Blocqiem, Mariem, Raymondem (z którym podróżował do Odessy by poznać metodę Moczutkowskiego leczenia wiądu rdzenia) i Babińskim. We Francji prace podpisywał jako Jacques Onanoff. W 1892 przedstawił w Paryżu dysertację na stopień doktora medycyny. W tym samym roku wyjechał w ramach podróży poślubnej do Warszawy, gdzie nostryfikował swój dyplom i pracował w laboratorium patologicznym Siergieja Łukjanowa. Stamtąd został skierowany do guberni lubelskiej, gdzie zwalczał epidemię cholery. W Łęcznej sam zachorował na cholerę i po dwóch tygodniach zmarł. Na łamach prasy specjalistycznej i codziennej ukazały się jego nekrologi. Pochowany został uroczyście na prawosławnym cmentarzu w Łęcznej, marmurowy pomnik i metalową trumnę ufundowali mieszkańcy, przypisujący mu „odejście zarazy”. Uroczystości trwały od 28 do 30 września, przybyli na nie rodzice i krewni lekarza z Taganroga. Onanow pozostawił żonę Mariannę, nie mieli dzieci. Na płycie znajdował się napis w języku rosyjskim:

Tutaj spoczywają prochy doktora medycyny Paryskiej Akademii Jakuba Naumowicza Onanowa. Urodzony 20 stycznia 1859 roku zmarł od cholery 25 września 1892 roku. Pokój prochom Twoim.

Wdzięczni rodzice lekarza pieniądze przeznaczone na pogrzeb ofiarowali parafii św. Mikołaja w Dratowie. W 1974 r. nagrobek uległ zniszczeniu. 15 listopada 2008 w miejscu zapomnianego i nieistniejącego cmentarza postawiono krzyż i pamiątkowy obelisk. Jedną z ulic na osiedlu Pasternik (Łęczna), uchwałą XXVIII (27 lutego 2012) sesji Rady Miejskiej i staraniami dr. Grzegorza Jacka Pelicy, nazwano nazwiskiem lekarza Onanowa.

## Dorobek naukowy
Większość prac Onanowa dotyczyła neurologii i neuropatologii. Razem z Blocqiem napisał podręcznik diagnostyki neurologicznej. Opisał objaw znany dziś jako objaw opuszkowo-jamisty albo objaw Onanoffa. W 1890 doświadczalnie wykazał zmiany troficzne w mięśniach po przecięciu korzeni brzusznych nerwów (selektywnej ryzotomii), wysuwając wniosek o podwójnym unerwieniu czuciowym i ruchowym wrzecionek nerwowo-mięśniowych. Sherrington podobne doświadczenia opisał cztery lata później. W 1892 w swojej dysertacji doktorskiej jako pierwszy zauważył podobieństwo histologiczne czaszkogardlaków i szkliwiaków. Prowadził badania nad procesem zapłodnienia u ssaków (na świnkach morskich i królikach); już pośmiertnie ukazała się jego praca na ten temat, będąca jedną z pierwszych na temat możliwości pozaustrojowego zapłodnienia komórki jajowej. Obecnie uważa się jednak, że wyniki Onanowa były artefaktem i przeniesione przez niego komórki jajowe były już zapłodnione in vivo.

## Lista prac
- Note sur la constitution du plexus brachial. „Archives de Neurologie”, 1886.brak numeru strony
- Babinski J, Onanoff J. Myopathie progressive primitive. Sur la corrélation qui existe entre la prédisposition de certains muscles à la myopathie et la rapidité de leur développement. „Comptes-rendus hebdomadaires des Séances et Mémoires de la Societe de Biologie, Série VIII”. 5, s. 145–151, 1888.
- Babinski J, Onanoff J. Myopathie progressive primitive. Sur la corrélation qui existe entre la prédisposition de certains muscles à la myopathie et la rapidité de leur développement. „Gazette Médicale de Paris”. 7 (5), s. 87–89, 1888.
- Du réflexe «bulbo-caverneux». „Comptes-rendus hebdomadaires des Séances et Mémoires de la Societe de Biologie, Série IX”. 2, s. 215–217, 1890.
- Blocq, Onanoff. Psychologie; une définition naturelle de crime et du criminel. Revue Scientifique 46, 752–754, 1890
- Marie, Onanoff. Deformations osseuses dans la myopathie. „Societe Medicale des hospitaux”, 1891.brak numeru strony
- De l’assymetrie faciale fonctionelle. „Comptes-rendus hebdomadaires des Séances et Mémoires de la Societe de Biologie, Série IX”. 3 (37), s. 858–860, 1891.
- Origine de la vision droite. „Comptes-rendus hebdomadaires des Séances et Mémoires de la Societe de Biologie, Série IX”. 43, s. 233–236, 1891.
- Sur la nature des faisceaux neuro-musculaires. „Comptes-rendus hebdomadaires des Séances et Mémoires de la Societe de Biologie, Série IX”. 42, s. 432–433, 1890.
- De la perception inconsciente. „Archives de Neurologie”. 19 (51), s. 364–377, 1890.
- Un cas de paralysie radicalaire brachiale totale. „Archives de neurologie”. 66 (22), s. 357–362, 1891.
- De l’asymétrie faciale fonctionnelle. Comptes-rendus hebdomadaires des Séances et Mémoires de la Societe de Biologie, Série IX, 3, 858–860.
- Blocq P, Onanoff J: Séméiologie et Diagnostic des Maladies Nerveuses. Paris: G. Masson, 1892. Brak numerów stron w książce
- Blocq P, Onanoff J. Séméiologie des vertiges. „Gazette hebdomadaire de médecine et de chirurgie, Série 2”. 28 (40), s. 497–499, 1891.
- Séméiologie des vertiges. Gazette des hôpitaux de Toulouse 5, 321; 329 (1891)
- Marie, Onanoff. Sur la déformation du crâne constatée dans certains cas de myopathie progressive primitive. Bull. et mém. Soc. méd. d. hôp. de Par. 3. s., viii, 85–87., 1891
- Babinski, Onanoff. Un hyménoptère parasite. „Gazette hebdomadaire de médecine et de chirurgie, Série 2”. 25, 1888.brak numeru strony
- Blocq, Onanoff. Sur un cas d′association tabéto-hystérique suivi d′autopsie. Tabes supérieur incipiens avec lésion des noyaux bulbaires. „Archives de médecine expérimentale et d′anatomie pathologique”. 3, s. 387–411, 1892.
- Blocq, Onanoff. Du nombre comparatif, pour les membres supérieurs et inférieurs de l’homme, des fibres nerveuses d’origine cérébrale destinées aux mouvements. Comptes-rendus hebdomadaires des Séances et Mémoires de la Societe de Biologie, Série IX, 115, s. 248–251, 1892
- Influence de l’interposition des grandes résistances sur l’excitabilité électrique des nerfs et des muscles. Comptes-rendus hebdomadaires des Séances et Mémoires de la Societe de Biologie, Série IX, 3, 272-273, 1891
- Sur un cas d′épithélioma: étude histologique. Paris: Ollier-Henry, 1892. Brak numerów stron w książce
- Recherches sur la fécondation et la gestation des mammifères. „Comptes-rendus hebdomadaires des Séances et Mémoires de la Societe de Biologie, Série IX”. 5 (25), s. 719, 1893.